# Warlock: Master of the Arcane
Warlock: Master Of The Arcane — компьютерная игра в жанре пошаговой стратегии, разработанная компанией Ino-Co Plus и выпущенная 8 мая 2012 года компанией Paradox Interactive.
Warlock: Master Of The Arcane основывается на мире Ardania, известном по серии игр Majesty. Игрок выступает в роли Великого Мага, строящего мощную магическую империю, имея возможность управлять армиями и использовать магию в борьбе за титул абсолютного правителя мира.
Игра более всего похожа на пошаговую стратегию Master of Magic, вышедшую в середине 1990-х. В Warlock: Master Of The Arcane, игрок может выиграть не только за счёт военных побед, но и проведя ритуал Единения, захватив все Священные Места, или же убив аватара одного из восьми богов Ардании.
Игра распространяется исключительно через цифровую дистрибуцию.
На момент выхода игры многопользовательский режим не был реализован, но был запланирован на будущее DLC.

## Сюжет
Во время хаоса и беспорядков, Великий маг берет на себя роль вождя, жаждущего абсолютной власти и желает построить империю, расширить границы, исследовать новые заклинания и победить всех врагов. Стать величайшим в мире колдуном и властвовать над всей Арданией!

## Фракции
- Люди
- Нежить
- Монстры
- Эльфы Арети

## Дополнения
К игре были выпущены следующие дополнения:
- Armageddon
- Return of the Elves
- Master of Artifacts
- Power of the Serpent
- Powerful Lords

## Отзывы
| Сводный рейтинг | Сводный рейтинг |
| Агрегатор       | Оценка          |
| --------------- | --------------- |
| GameRankings    | 71,17 %         |